# Antonio Cándido García de Quiñones
Antonio Cándido García de Quiñones est un architecte baroque espagnol, né à Viseu le 30 avril 1734, et mort à Betanzos en juillet 1788.
Il est le fils aîné d'Andrés García de Quiñones et le frère de Jerónimo García de Quiñones.

## Biographie
Il est né à Viseu, au Portugal, où la famille s'est déplacée pour la construction du couvent de San Felipe Neri. Il s'est formé auprès de son père comme on le constate dans la déclaration faite par son père en 1753 qui indique que son fils Antonio Candido est apprenti en architecture. C'est un jeune homme impulsif car en 1760 on le retrouve en prison pour avoir participé à une rixe avec d'autres jeunes.
Il s'est marié le 3 mai 1761 avec María Teresa Hernández dont il a eu 4 filles.
Autour de 1765 il a accompagné son père en Galice où il va construire le bâtiment des Archivo General del Reino de Galicia à Betanzos. Il est resté en Galice jusqu'à sa mort.
La municipalité de La Corogne fait appel à lui pour des projets de grande envergure à la place du maître d'œuvre de la commune. Ventura Rodríguez écrit en 1778 que c'est un architecte intelligent et "pratique". Les relations de son père avec les personnalités les plus importantes de La Corogne lui ont permis d'obtenir des contrats. 
Vers 1770, il est mentionné pour la construction du sanctuaire de la Angustia à Betanzos, de l'hôtel de ville de Betanzos en 1778 dont ses plans sont corrigés par Ventura Rodríguez qui fait le dessin d'une nouvelle façade. La même année il se présente pour une caserne de Saint-Jacques à reconvertir en hospice.
Dans les années 1780 il travaille sur la route reliant Saint-Jacques-de-Compostelle à Betanzos. En 1785 il fait le projet de la collégiale de Ribadeo  qui n'a pas été édifiée.
À La Corogne, on le retrouve comme expert et évaluateur sur plusieurs bâtiments, comme le vieux théâtre de Nicolás Setaro, la Sala de la Discordia et les voûtes du palacia de la Audiencia pour le convertir en bâtiment des archives, ou l'étude de la maison de  José Ramospour y installer le Consulat maritime ou la Douane royale.
En 1784, il est déjà documenté comme gravement malade. Le 4 juillet 1788 il est déjà mort car un tuteur est nommé pour ses filles.